# Den sorte Familie
Den sorte Familie er en dansk stumfilm fra 1914, der er instrueret af Alfred Cohn efter manuskript af Erling Stensgaard.

## Handling
Denne artikel mangler et handlingsreferat. Hjælp os med at skrive det.

## Medvirkende
- Per Stensgaard - Lille Ole, skorstensfejerdreng
- Georg Christensen - Robert, skorstensfejer, Oles far
- Gyda Aller - Karen, Oles mor
- Axel Strøm - Købmand Strøm, Oles morfar
- Ragnhild Christensen - Petra, Oles moster
- Frederik Schack-Jensen - Mortensen, kommis
- Alfred Cohn - Skolerytter
- Gerda Tarnow